# Église Sainte-Agathe de Longuyon
Pour les articles homonymes, voir Église Sainte-Agathe.
L'église Sainte-Agathe est une église catholique située à Longuyon, en France.

## Localisation
L'église est située dans le département français de Meurthe-et-Moselle, sur la commune de Longuyon.

## Historique
Mentionné pour la 1re fois en 634 dans le testament du diacre Adalgisel Grimo, le monastère Sainte-Agathe est transformé en collégiale en 973 par l'archevêque de Trèves puis en prieuré bénédictin à la fin du XIIe s., avant d'être définitivement rétabli en collégiale au début du XIIIe s. À cette occasion l'église est reconstruite, et consacrée en 1287.  
Elle devient église paroissiale à partir de la Révolution. Son flanc sud présente à la fin du XIXe s. des signes inquiétants de déversement, qui nécessitèrent d'importants travaux réalisés en 1983. 
Église construite fin XIIe ou début XIIIe s., la base de la tour paraissant légèrement antérieure, peut-être du XIe s. Fortifiée au XVIe s. (présence d'une bretèche au-dessus du portail occidental, surélévation du chevet). Éléments défensifs. Plusieurs sculptures du XVIe s. Rare autel du XIVe s. avec présentoir pour des reliques. 
L'édifice est classé au titre des monuments historiques en 1875.

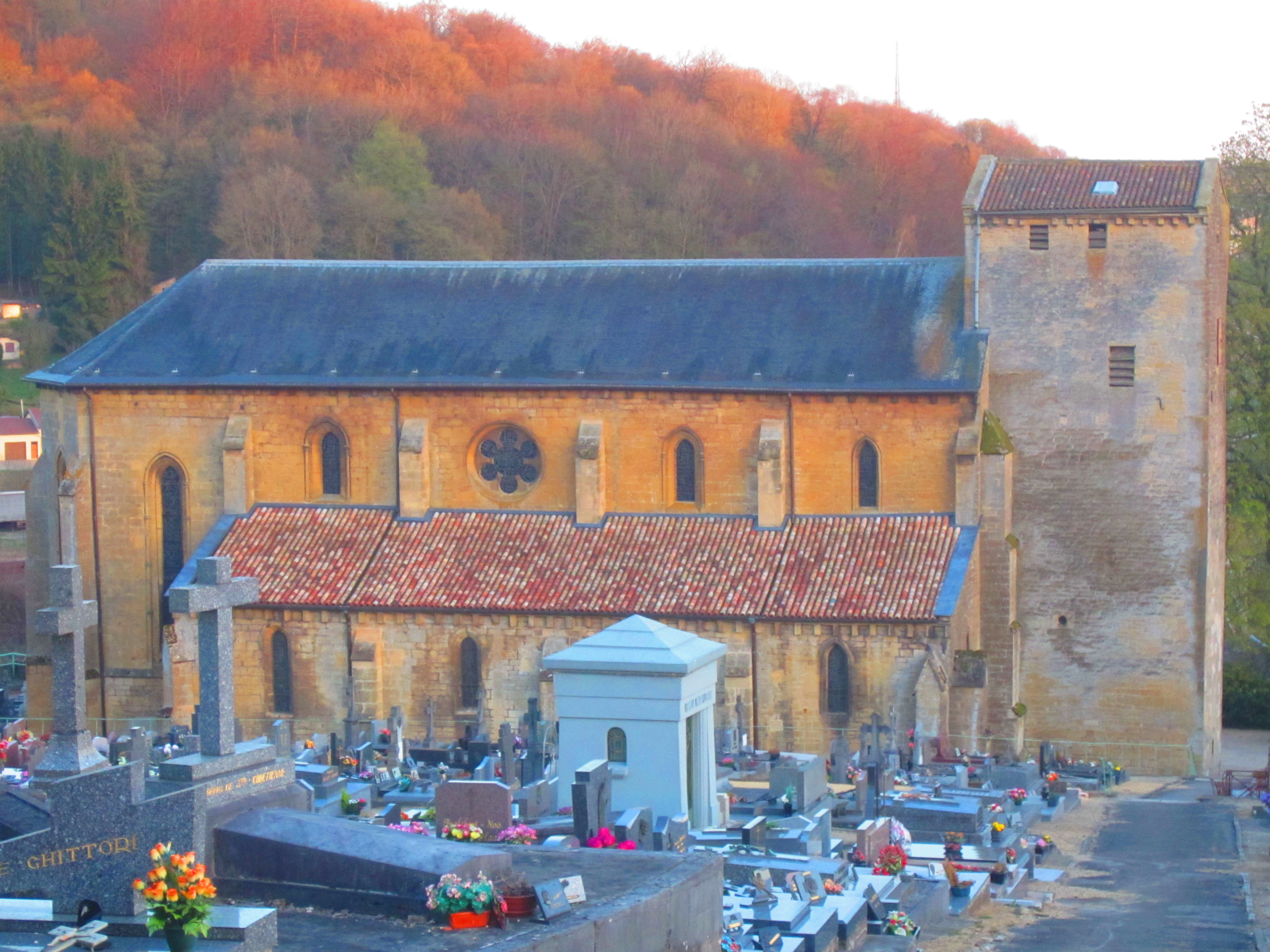
Église Sainte-Agathe vue du cimetière.